# Mestre de Lluçà
El Mestre de Lluçà fou un artista del romànic català, pintor de frescos i pintures sobre fusta que decoraven les esglésies amb temes religiosos, datat al segon quart del segle xiii. Se li atribueixen les pintures del frontal de l'altar de Santa Maria de Lluçà, sobre fusta conservada al Museu Episcopal de Vic, els frescos de Sant Pau de Casserres, conservats al Museu Diocesà i Comarcal de Solsona i els de Sant Andreu de Cal Pallot (al municipi de Puig-reig).

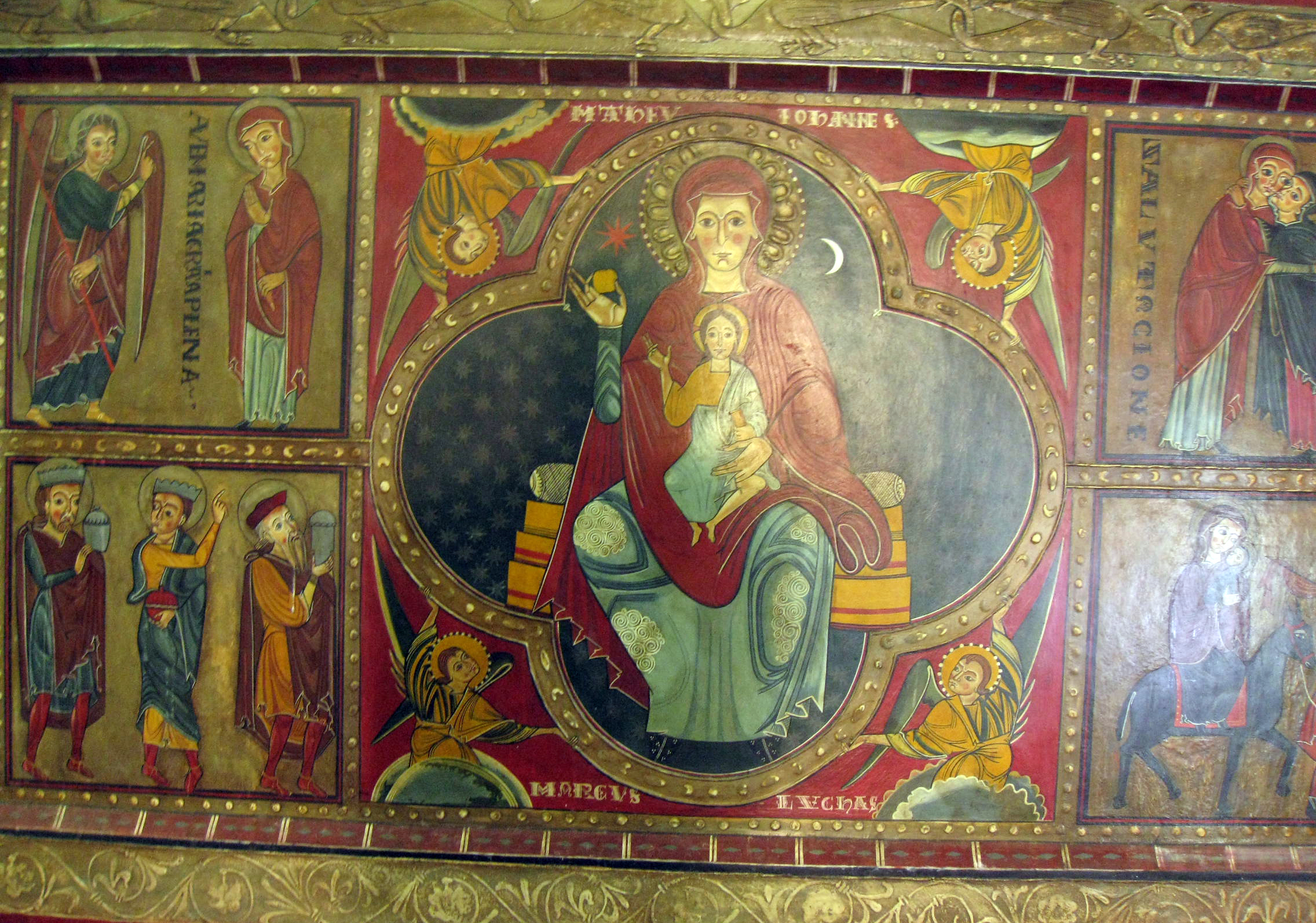
Frontal de l'Altar de Santa Maria de Lluçà
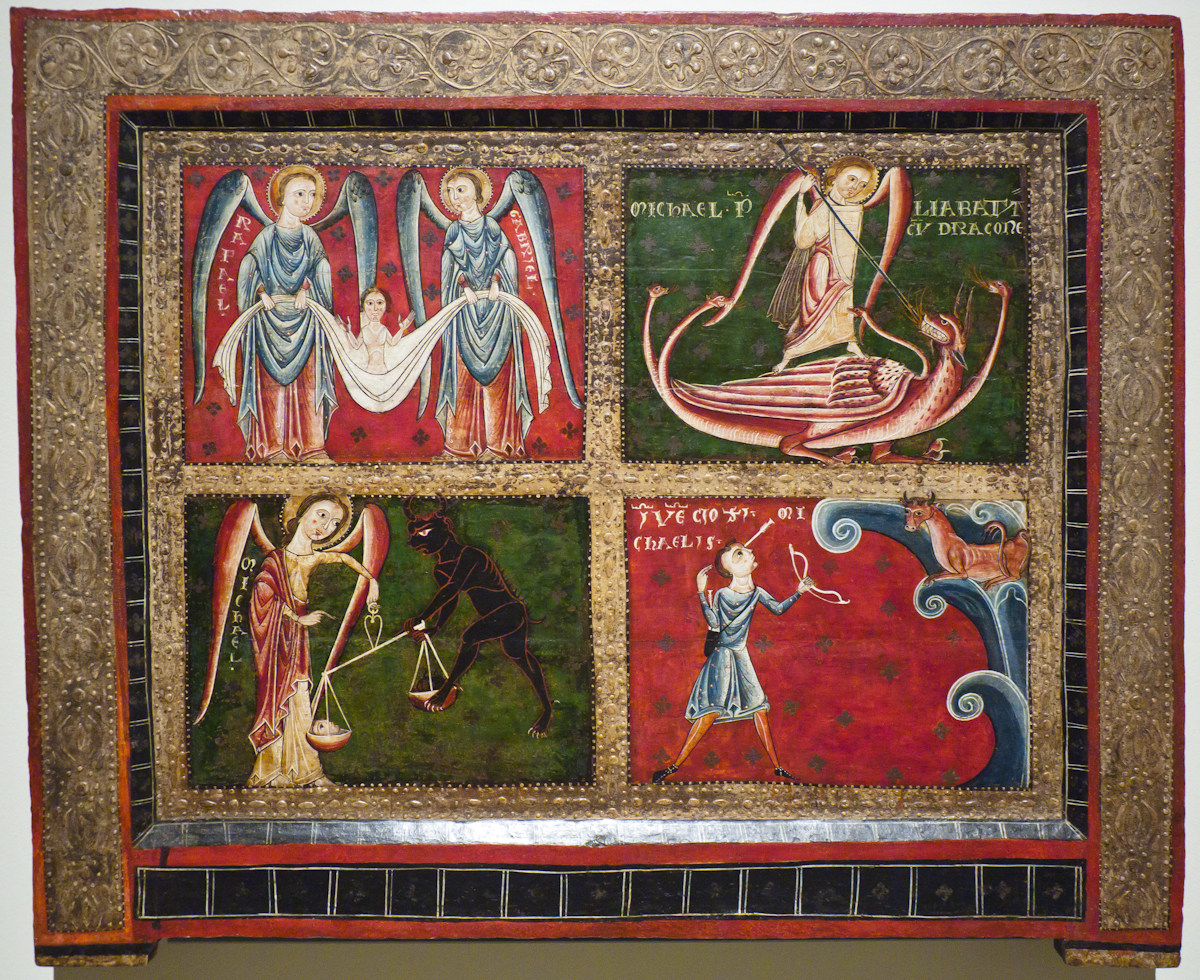
Frontal de l'altar dels Arcàngels, Sant Pau de Casserres
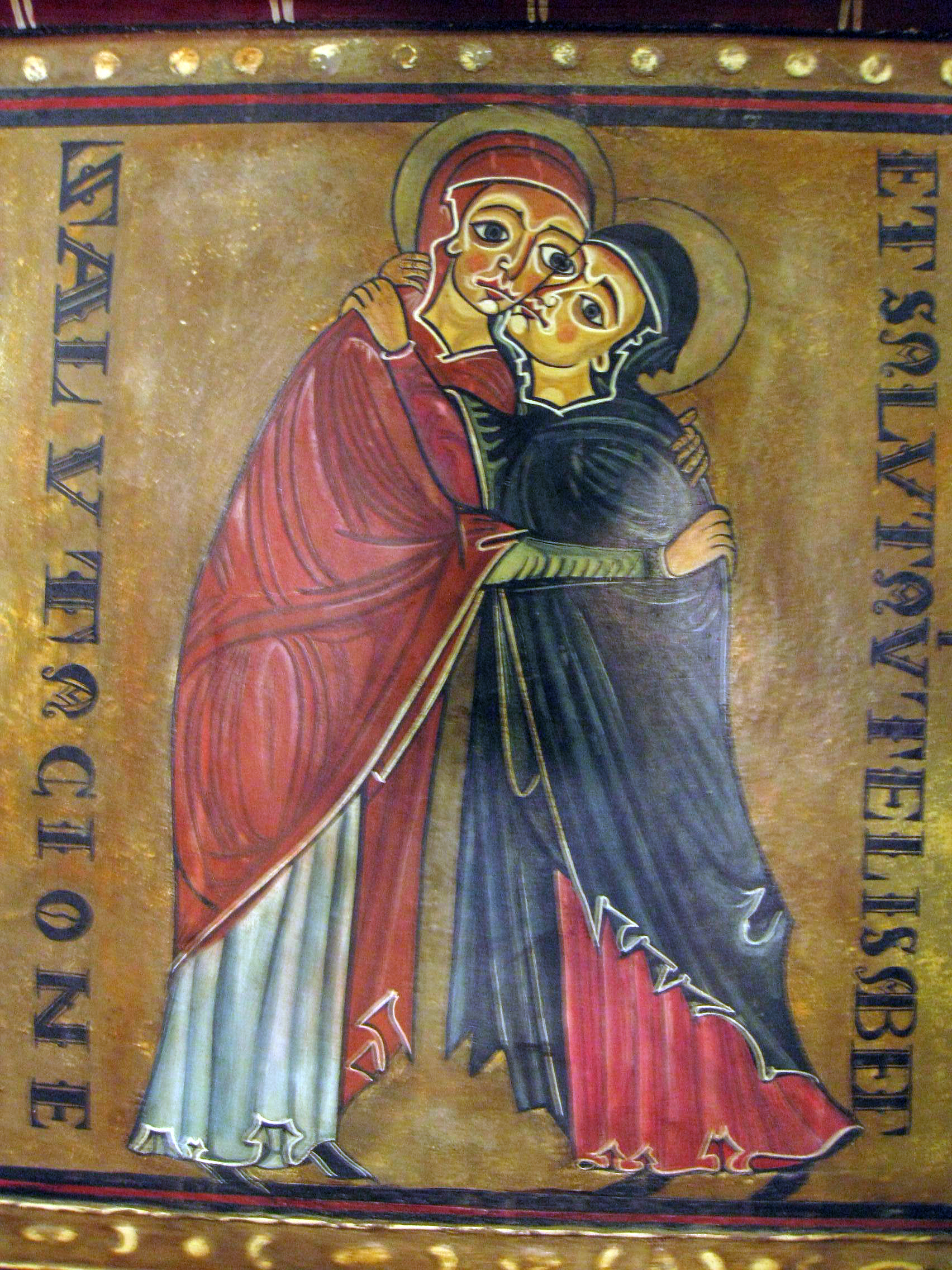
Detall de l'altar de Santa Maria de Lluçà
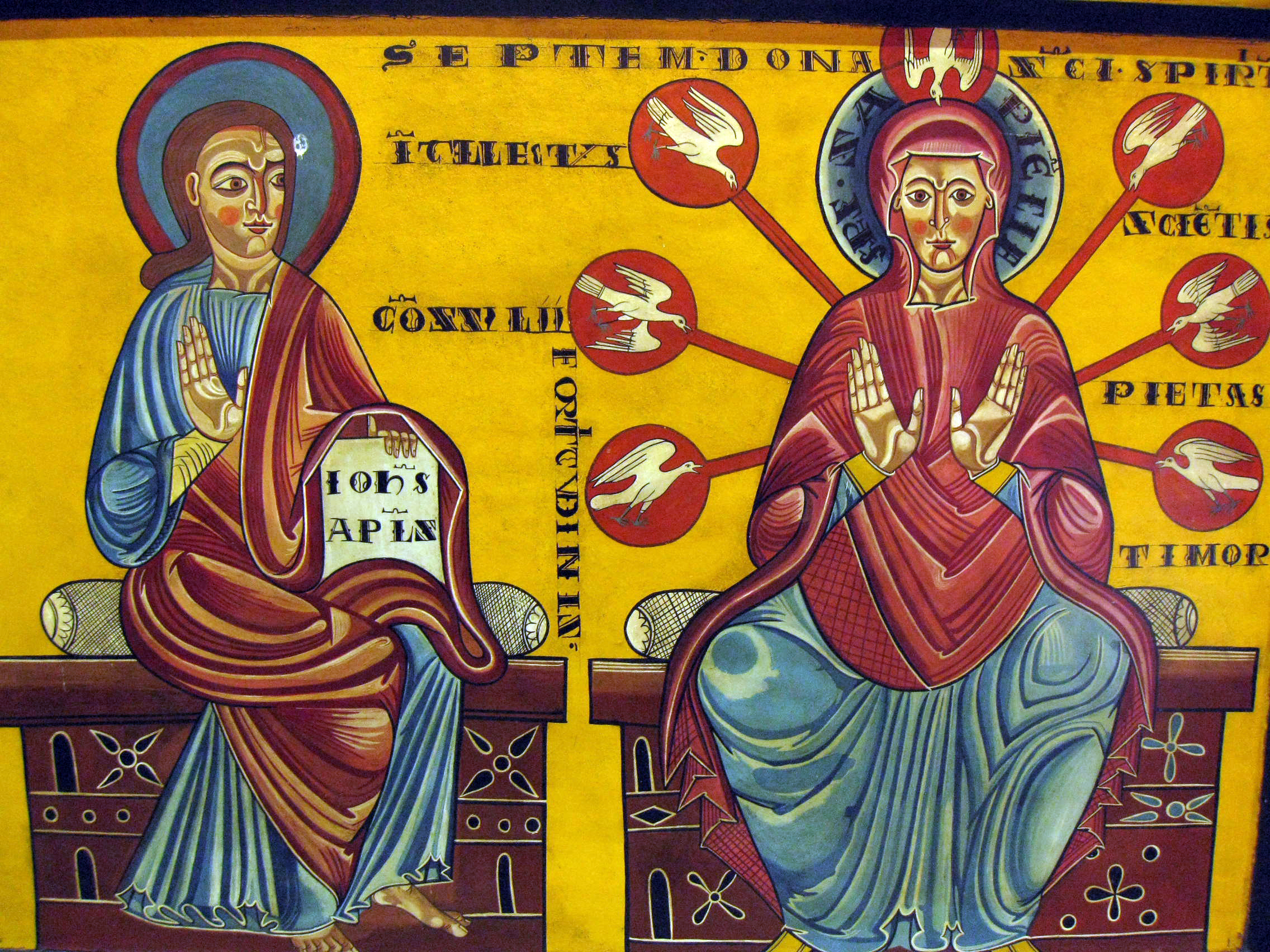
Lateral de l'altar de Santa Maria de Lluçà